# Канторович, Леонид Витальевич
Леони́д Вита́льевич Канторо́вич (19 января 1912[…], Санкт-Петербург[…] — 7 апреля 1986[…], Москва[…]) — советский математик и экономист, один из создателей линейного программирования. Лауреат премии по экономике памяти Альфреда Нобеля 1975 года «за вклад в теорию оптимального распределения ресурсов». Академик АН СССР (1964), доктор физико-математических наук (1935), профессор.

## Биография

Мемориальная доска в Новосибирске

Леонид Канторович родился 6 (19) января 1912 года и был младшим ребёнком в семье врача-венеролога Хаима (Виталия) Моисеевича Канторовича (1855—1922) и зубного врача Песи Гиршевны (Паулины Григорьевны) Закс (1874—1942), незадолго до того перебравшихся в Петербург из Вильно. У него был брат Николай (1901—1969), впоследствии известный врач-психиатр, доктор медицинских наук, и сестра Лидия, впоследствии инженер-строитель.
Семья жила в построенном в 1913 году архитектором Я. З. Блувштейном (1878—1935) для доктора Х. М. Канторовича доме № 6 по улице Барочной. Во время гражданской войны семья год провела в Белоруссии. В 1922 году Хаим Моисеевич умер, и Леонид остался на попечении матери.
В 1926 году в возрасте четырнадцати лет поступил в Ленинградский университет. Во время студенческой практики работал экономистом-статистиком.
Окончил математический факультет (1930), учился в аспирантуре университета. С 1930 по 1939 год — преподаватель, затем профессор Ленинградского института инженеров промышленного строительства.
В 1934 году стал профессором ЛГУ (в 22 года), в 1935 году, после восстановления системы академических степеней, ему была присвоена учёная степень доктора физико-математических наук без защиты диссертации.
В 1938 году Канторович женился на Наталье Ильиной, враче по профессии (у них родилось трое детей — дочь Ирина и сыновья Виталий и Всеволод, 9-месячный сын Виталий погиб в 1942 году во время эвакуации из Ленинграда).
В 30-е гг., в период интенсивного экономического и индустриального развития СССР, Канторович был в авангарде математических исследований и стремился применить свои теоретические разработки в практике растущей советской экономики. В 1938 году, консультируя фанерный трест по проблеме эффективного использования лущильных станков, Канторович понял, что дело сводится к задаче максимизации линейной формы многих переменных при наличии большого числа ограничений в форме линейных равенств и неравенств. Он модифицировал метод разрешающих множителей Лагранжа для её решения и понял, что к такого рода задачам сводится колоссальное количество проблем экономики. В 1939 году опубликовал работу «Математические методы организации и планирования производства», в которой описал задачи экономики, поддающиеся открытому им математическому методу и тем самым заложил основы линейного программирования.
После 1939 года Канторович принял приглашение на место заведующего кафедрой математики Военного инженерно-технического университета. Канторович — участник обороны Ленинграда. В годы войны преподавал в ВИТУ ВМФ, который в 1942 был эвакуирован из Ленинграда в Ярославль, куда уехал и сам учёный с семьёй.
C 1942 года он начал обращаться со своими предложениями в Госплан, и в 1943 году его доклад с предложениями по оптимальному макроэкономическому планированию в масштабах страны был обсуждён на совещании в кабинете председателя Госплана Н. А. Вознесенского, однако метод Канторовича был отвергнут как затратный в вычислениях, противоречащий существующим практикам планирования, а также марксовой теории трудовой стоимости (заимствующий вместо этого положения буржуазных теорий).
В 1948 в звании подполковника вернулся в Ленинград, где возглавлял отдел в Институте математики и механики ЛГУ. В середине 1948 года по распоряжению И. В. Сталина расчётная группа Канторовича была подключена к разработке ядерного оружия. В 1949 году стал лауреатом Сталинской премии «за работы по функциональному анализу».
После того, как Л. В. Канторовичем был предложен оптимальный метод распила фанерного листа, этот метод в том числе попытались применить к разрезанию стальных листов. После внедрения в 1949 году методов оптимизации на производстве Ленинградского вагоностроительного завода им. И. Е. Егорова инженерам удалось улучшить показатели, что привело, однако, к негативным последствиям для сотрудников: по расчётам, на одном из видов продукции из того же количества сырья выпуск увеличивался на 4 %, однако это был чисто теоретический вывод, который был уже заложен в план, на практике же производительность выросла на 2,5 %, что привело к срыву заранее заложенного повышения показателей; также завод не выполнил план по металлолому, львиная доля которого складывалась из обрезков стальных листов. Руководство завода получило выговор, сотрудники лишились премий за недостачу отходов. Однако после жалобы в партийные органы они всё же получили премии в порядке исключения и несмотря на срыв плана сбора металлолома, а инновационный метод раскройки металла был внедрён в широкую практику.
28 марта 1958 года избран членом-корреспондентом АН СССР (экономика и статистика). С 1958 года возглавлял кафедру вычислительной математики. Одновременно возглавлял отдел приближённых вычислений Ленинградского отделения Математического института им. Стеклова.
Был среди учёных первого призыва Сибирского отделения АН СССР. С 1960 года жил в Новосибирске, где создал и возглавил Математико-экономическое отделение Института математики СО АН СССР и кафедру вычислительной математики Новосибирского университета.
Работая по ночам и имея склонность к опозданиям, заставлявшим часто пользоваться такси, Канторович обратил внимание на частые простои машин и нежелание водителей совершать короткие поездки. Применив методы математического моделирования, он вместе с группой молодых учёных вывел экономически обоснованные тарифы на поездки: была введена плата за посадку и несколько уменьшена такса за километраж. Предложение Канторовича было опубликовано в самом престижном математическом журнале страны — «Успехи математических наук» — и применено таксопарками по всему Союзу.
26 июня 1964 года избран академиком АН СССР (математика). За разработку метода линейного программирования и экономических моделей удостоен в 1965 году вместе с академиком В. С. Немчиновым и профессором В. В. Новожиловым Ленинской премии.
С 1971 года работал в Москве, в Институте управления народным хозяйством Государственного комитета Совета Министров СССР по науке и технике.
В 1975 году стал лауреатом Нобелевской премии по экономике (совместно с Тьяллингом Купмансом «за вклад в теорию оптимального распределения ресурсов»).
С 1976 года работал во ВНИИСИ ГКНТ и АН СССР.
Умер в Москве 7 апреля 1986 года, похоронен на Новодевичьем кладбище в Москве.

## Научная работа
- Первые научные результаты получены в дескриптивной теории функций и множеств и, в частности, в теории проективных множеств.
- В функциональном анализе ввёл и изучил класс полуупорядоченных пространств (К-пространств). Выдвинул эвристический принцип, состоящий в том, что элементы К-пространств суть обобщённые числа. Этот принцип был обоснован в 1970-е годы в рамках математической логики. Методами теории неклассических (булевозначных) моделей установлено, что пространства Канторовича представляют новые нестандартные модели вещественной прямой.
- Впервые применил функциональный анализ в вычислительной математике.
- Развил общую теорию приближённых методов, построил эффективные методы решения операторных уравнений (в том числе метод наискорейшего спуска и метод Ньютона для таких уравнений).
- Положил начало линейному программированию и его обобщениям (1939—1940).
- Развил идею оптимальности в экономике. Установил взаимозависимость оптимальных цен и оптимальных производственных и управленческих решений. Каждое оптимальное решение взаимосвязано с оптимальной системой цен.

Канторович — представитель петербургской математической школы П. Л. Чебышёва, ученик Г. М. Фихтенгольца и В. И. Смирнова. Канторович разделял и развивал взгляды П. Л. Чебышёва на математику как на единую дисциплину, все разделы которой взаимозависимы и играют особую роль в развитии науки, техники, технологии и производства. Канторович выдвигал тезис взаимопроникновения математики и экономики и стремился к синтезу гуманитарных и точных технологий знания. Творчество Канторовича стало образцом научного служения, базирующегося на универсализации математического мышления.

## Признание и память
Награды: ордена Ленина (1967, 1982), ордена Трудового Красного Знамени (1949, 1953, 1975), Орден Отечественной войны 1-й степени (1985), Орден «Знак Почёта» (1944).
- Член-корреспондент АН СССР (1958) — Сибирское отделение (экономика и статистика)
- Академик АН СССР (1964) — Отделение математики
- Почётный член (1966) Санкт-Петербургского математического общества
- Член Международного эконометрического общества (США) (1967, с 1973 почётный член)
- Иностранный член Венгерской АН (1967)
- Иностранный почётный член Американской академии искусств и наук в Бостоне (1969)
- Иностранный член АН ГДР (1977)
- Иностранный член-корреспондент Югославской академии наук и искусств (1979)

Л. В. Канторович удостоен степени почётного доктора многих университетов мира:
- почётный доктор права Университета Глазго (1966)
- почётный доктор наук Гренобльского университета (1966)
- почётный доктор наук Варшавской высшей школы планирования и статистики (1967)
- почётный доктор наук Университета Ниццы (1968)
- почётный доктор наук Мюнхенского университета (1970)
- почётный доктор наук Хельсинкского университета (1971)
- почётный доктор наук Йельского университета (1971)
- почётный доктор наук Парижского университета (1975)
- почётный доктор наук Кембриджского университета (1976)
- почётный доктор наук Пенсильванского университета (1976)
- почётный доктор наук Индийского статистического института[англ.] в Калькутте (1977)
- почётный доктор наук Галле-Виттенбергского университета имени Мартина Лютера в Галле (1984)
- в Санкт-Петербурге, на доме номер 32/1 по Большому проспекту Петроградской стороны, в котором он жил, установлена мемориальная доска

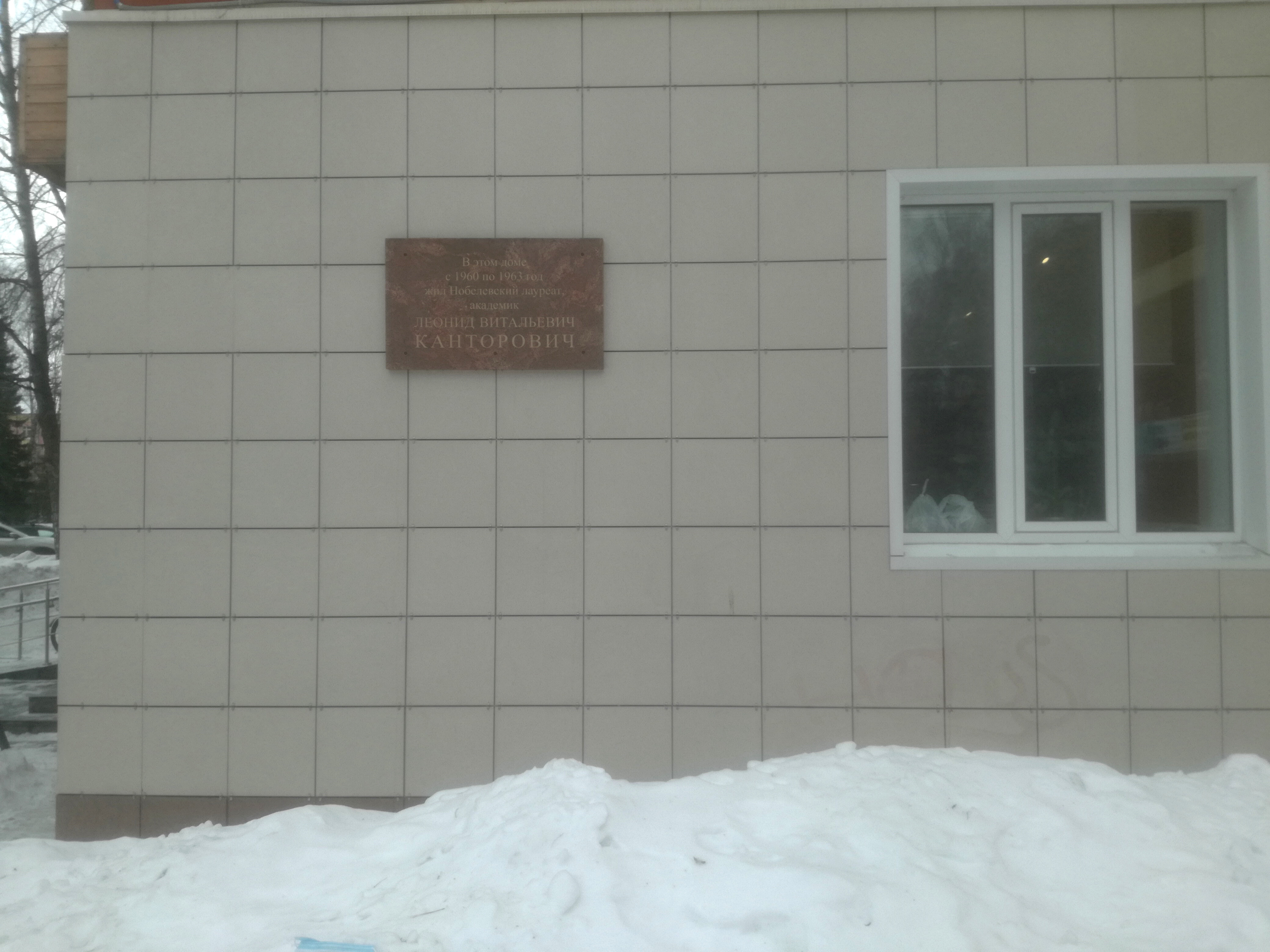
Новосибирск, Морской проспект, 44

- Мемориальная доска установлена в Новосибирском академгородке (Морской проспект, д. 44)

Имя собственное «Л. Канторович» присвоено воздушному судну «Аэрофлота» Airbus A-330-300 с регистрацией VP-BDE.
В Новосибирском государственном университете имя Канторовича носит одна из больших лекционных аудиторий (№ 3307).

## Основные работы
- «Вариационное исчисление», 1933; совместно с В. И. Смирновым и В. И. Крыловым.
- «Математические методы организации и планирования производства», 1939.
- «Определённые интегралы и ряды Фурье», 1940.
- «Показатели работы предприятий нуждаются в пересмотре» Архивная копия от 22 января 2015 на Wayback Machine, 1943.
- «Теория вероятностей», 1946.
- «Функциональный анализ и прикладная математика», 1948.
- «Функциональный анализ и вычислительная математика», 1956.
- «Функциональный анализ в полуупорядоченных пространствах», 1950; совместно с Б. З. Вулихом и А. Г. Пинскером.
- «Приближённые методы высшего анализа», 1952; совместно с В. И. Крыловым.
- «Экономический расчёт наилучшего использования ресурсов», 1959.
- «Функциональный анализ в нормированных пространствах», 1959; совместно с Г. П. Акиловым.
- «Математическое оптимальное программирование в экономике», 1968; совместно с А. Б. Горстко.
- «Рациональный раскрой промышленных материалов», 1971; совместно с В. А. Залгаллером.
- «Оптимальные решения в экономике», 1972; совместно с А. Б. Горстко.
- «Математика в экономике: достижения, трудности, перспективы». Архивная копия от 25 февраля 2017 на Wayback Machine Лекция в Шведской Академии наук в связи с присуждением Нобелевской премии за 1975 год.
- «Математика и экономика — взаимопроникновение наук», 1977; совместно с М. К. Гавуриным.
- L. V. Kantorovich: «Essays in Optimal Planning», 1977.
- «Мой путь в науке», 1987.
- «Функциональный анализ (основные идеи)», 1987.
- «Selected Works. Part 1: Descriptive Theory of Sets and Functions. Functional Analysis in Semi-Ordered Space», 1996.
- «Selected Works. Part 2: Applied Functional Analysis. Approximation Methods and Computers», 1996.
- Математико-экономические работы. — Новосибирск: Наука, 2011. — 760 с. — (Избранные труды). — ISBN 978–5–02–019076–4.

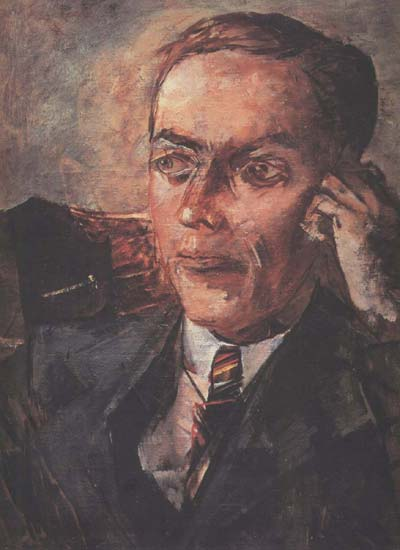
Портрет кисти Петрова-Водкина. 1938 год.
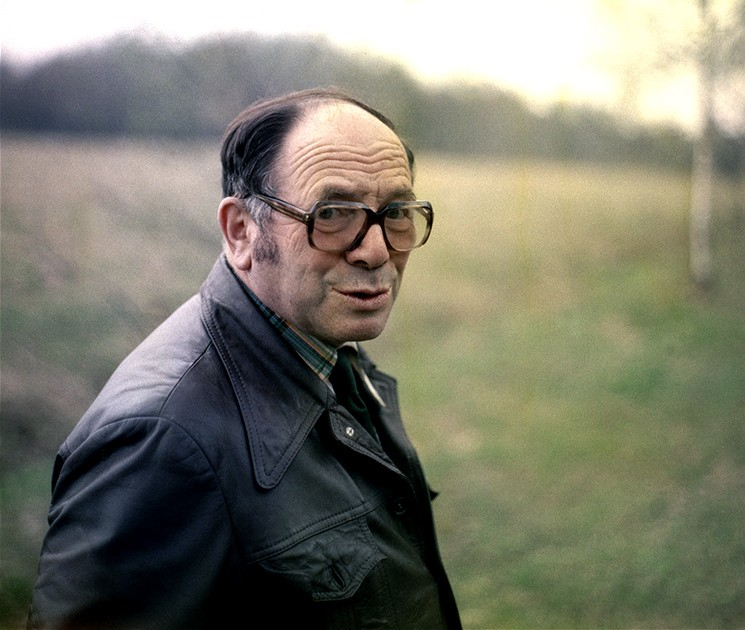
1976 год
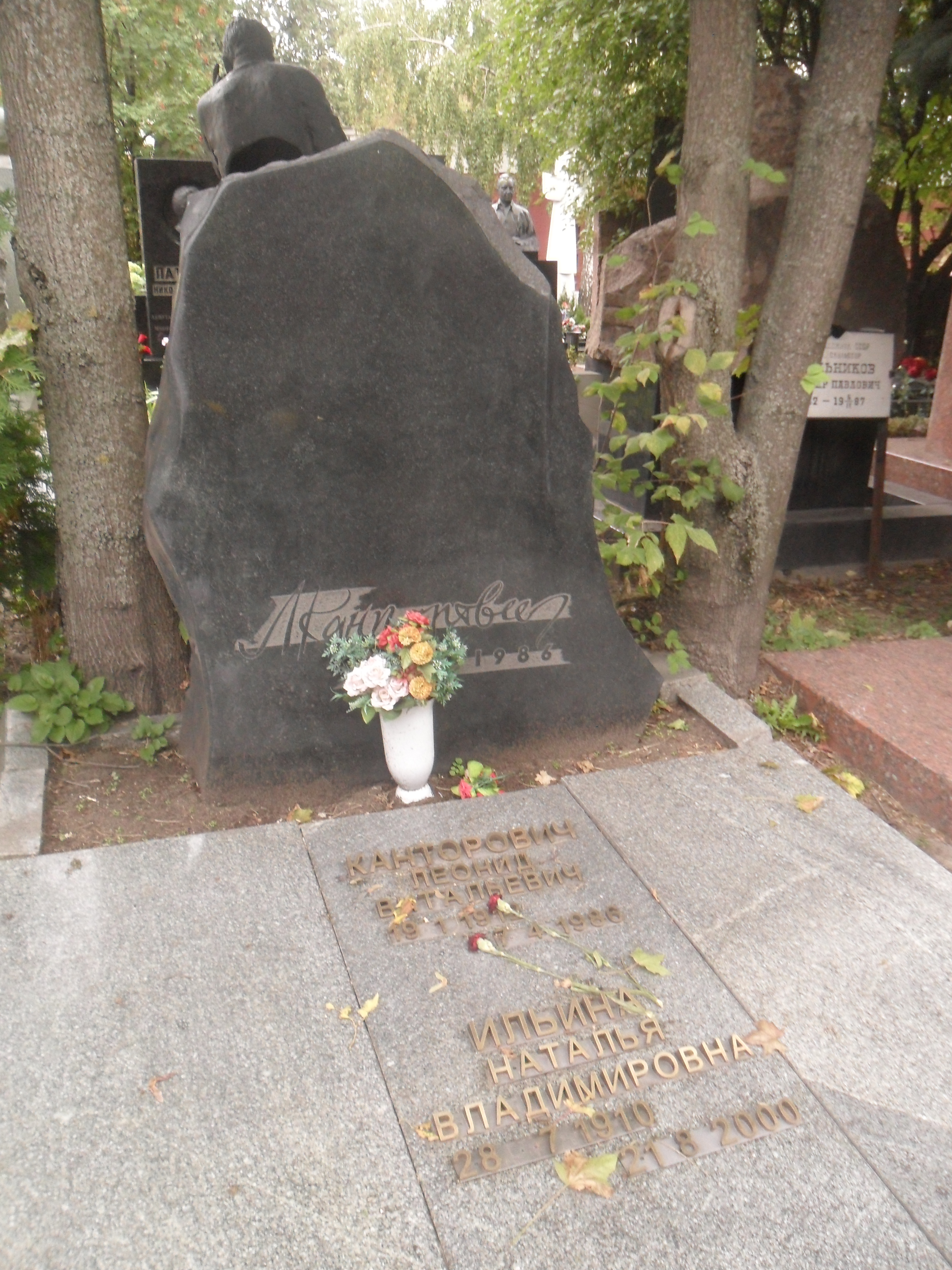
Могила Канторовича на Новодевичьем кладбище Москвы